# Domblain
Domblain – miejscowość i gmina we Francji, w regionie Grand Est, w departamencie Górna Marna.
Według danych na rok 1990 gminę zamieszkiwało 89 osób, a gęstość zaludnienia wynosiła 17 osób/km².